# Dasyhelea longicornis
Dasyhelea longicornis är en tvåvingeart som beskrevs av Jean-Jacques Kieffer 1913. Dasyhelea longicornis ingår i släktet Dasyhelea och familjen svidknott. Inga underarter finns listade i Catalogue of Life.